# Ljudmila Krochina
Ljudmila Krochina, född den 10 januari 1954 i Moskva, är en sovjetisk roddare.
Hon tog OS-brons i fyra med styrman i samband med de olympiska roddtävlingarna 1976 i Montréal.